# یاتس سنتر (کانزاس)
یاتس سنتر (به انگلیسی: Yates Center) شهری در ایالت کانزاس کشور ایالات متحده آمریکا است که جمعیت آن در سرشماری سال ۲۰۱۰ میلادی، ۱٬۴۱۷ نفر بوده‌است.